# Peritrichia pygidialis
Peritrichia pygidialis är en skalbaggsart som beskrevs av Louis Albert Péringuey 1902. Peritrichia pygidialis ingår i släktet Peritrichia och familjen Melolonthidae. Inga underarter finns listade i Catalogue of Life.